# ウリ・トレプテ
ウリ・トレプテ（Uli Trepte、1941年9月27日 - 2009年5月21日）は、ドイツのミュージシャン。1970年代初頭に様々な影響力のあるクラウトロック・バンドと共演したことで最もよく知られる。

## 略歴

### 初期のキャリア
ウリ・トレプテは、1966年にフリー・ジャズ奏者、そしてアヴァンギャルドの歴史に名を残したイレーネ・シュヴァイツァー・トリオの創設メンバーとしてダブルベースで音楽活動を開始した（フランクフルト・ジャズ・フェスティバル66/67、モントルー・ジャズ・フェスティバル67、ドナウエッシンガー・ターゲ・フュア・ノイエ・ミュージック67、ベルリン・ジャズターゲ67で演奏。LP2枚発表）。この頃やその後も、ユセフ・ラティーフ、ガトー・バルビエリ、バルネ・ウィラン、ジョン・マクラフリン、マル・ウォルドロンといったジャズ・ミュージシャンと共演した。

### グル・グル
1968年、ベースに転向し、ドラマーのマニ・ノイマイヤーと共に、その頃に台頭しつつあったサイケデリック・ロック・ミュージックの流れからグル・グルを結成。作詞作曲も手掛けた。このバンドは革新的な演奏基準を確立し、いわゆるクラウトロックにおける真のパイオニアといえる数少ないバンドの一つとなった（国際エッセン・ソング・デイズ、エッセン・ロック・ウント・ブルース・ターゲ69、数々のフェスティバルで演奏。テレビ出演3回。LP3枚発表）。

### ノイ!
1972年、ノイ!、ファウスト、キックビット・インフォメーションといったクラウトロック・バンドで活動するため、グル・グルを脱退。1973年には、それらのバンドと共にイギリス・ツアーを行った。

### スペースボックス
1975年、演奏家、作曲家、ソングライターとして、本格的なヨーロッパ風、循環構造、短調主体、旋法和声、集団即興、有機的かつエレクトリックなライブ・ミュージックというコンセプトを実現するため、自身のグループである「スペースボックス」を結成。
1975年から1980年代初頭にかけて、自身のプロジェクト「スペースボックス」を通じてパフォーマンス活動を展開した。このプロジェクトでは、ベルリンとロンドンにそれぞれ約半年間滞在し、ソロ演奏を行った（例：パフォーマンス・ウィーク「ロンドン・コーリング」、ニュー・ロンドン・シアター、アヴァンギャルド・センター・オーバルで演奏。いずれも1976年/1977年）。1978年にはミュンヘンでカルテットに拡大し、極めて型破りで非商業的なアンダーグラウンド・アーティストとして国際的な名声を獲得した（コーフィディッシュ・フェスティバル78、ウムゾンスト&ドラウセン・フェスティバル78+79、ミュンヘン・パフォーマンス・ウィーク79、ミュンヘン・ジャズフェスト80で演奏。LP2枚発表）。
1981年には東京で6ヶ月、1982年にはニューヨークで1年間を過ごし、スペースボックス解散後は1985年からベルリンに居住。そこで彼はオリジナル曲を主にインストゥルメンタルに絞り、選りすぐりのミュージシャンと共に音源（LP1枚、CD1枚）に収録。晩年は「Modal Minor Constant Structure Blues」の演奏に力を入れ、同時にオランダのマルチメディア・アーティスト、アヤ・ヴァールヴァイク（Aja Waalwijk）とのコラボレーションによる精巧な歌曲プロジェクト「テイクス・オン・ワーズ」（CD2枚発表）にも取り組んだ。
彼の音楽コンセプトの真髄として、1996年から2001年まで、彼は「Modal Groove Concept」ことムーヴ・グルーヴを率い、ハンス・ハルトマン（元グル・グル）やエドガー・ホフマン（元エンブリオ）といったミュージシャンと共にライブ活動も行った（ヘルツベルク・フェスティバル96、トルコ・ツアー98で演奏。CD2枚発表）。

### 晩年
2002年以降は「Bass+Lyrik」というソロ・バンドとしてのみ活動していたが、前述のアーティストたちに加え、クリス・カラー（アモン・デュールII）やジェフ・リー（ヘンリー・カウ）らが参加した様々なセッションから生まれた、純粋にインストゥルメンタル音楽の録音を2枚のCDとしてリリースした。
ウリ・トレプテは、長い闘病生活の末、2009年5月21日にベルリンで亡くなった。

## ディスコグラフィ

### リーダー・アルバム
- 『ライヴ'72+スタジオ'74』 - Hot On Spot / Inbetween (1987年) ※グル・グルとのスプリット盤
- 『リアル・タイム・ミュージック』 - Real time music (1996年)
- 『ムーヴ・グルーヴ』 - Groove along with dong (1998年) ※ムーヴ・グルーヴ名義
- Yestermorrow Songs (2000年) ※テイクス・オン・ワーズ名義 with アヤ・ヴァールヴァイク
- Staticsphere (2001年) ※ムーヴ・グルーヴ名義
- 『ロロマット』 - Rollomat (2004年)
- 『マルチフォニック・ミュージック』 - Multiphonic music (2006年)
- 『インクレディブル・ワールド』 - Incredible world (2007年) ※テイクス・オン・ワーズ名義 with アヤ・ヴァールヴァイク
- Portrait (2009年) ※コンピレーション

### グル・グル
- 『UFO』 - UFO (1970年)
- 『ヒンテン』 - Hinten (1971年)
- 『カングルー』 - Känguru (1972年)
- Der Elektrolurch (1977年) ※コンピレーション
- The Story of Life (1979年) ※コンピレーション
- Rock on Brain (1980年) ※コンピレーション
- Space Ship (The Best Of Part 1) (1996年) ※コンピレーション
- 『生誕30周年記念祭(GURU GUGU 98 LIVE)』 - 30 Jahre Live (1998年)
- Very Best of Guru Guru (1999年) ※コンピレーション
- 『エセン 1970』 - Essen 1970 (2002年)

### スペースボックス
- 『ファースト』 - Spacebox (1981年) (vinyl limited to 1000 copies)
- 『キック・アップ』 - Kick Up (1984年)